# Не відпускай мене (фільм, 1922)
Не відпускай мене (англ. Never Let Go) — американський короткометражний вестерн режисера Ната Росса 1922 року.

## У ролях
- Реджинальд Денні — Кемпбелл
- Моллі Мелоун — дочка комірника
- Джек Волтерс
- Джордж А. Вільямс — комірник